# 辛梅里亚人
辛梅里亚人（Cimmerians或者 Kimmerians；Kimmerioi）是一支古老的印欧人游牧民族。
根据公元前5世纪的希腊史学家希罗多德记载，在公元前8世纪和7世纪，辛梅里安人栖居在高加索和黑海的北岸（今天的乌克兰和南俄罗斯）。然而，考古学家Renate Rolle等人提出在这些地区没有发现任何可以证明他们存在的考古证据。
19和20世纪的学者主要依靠希罗多德的记述进行研究。但在Henry Layard爵士发现尼尼微和Calah的皇家档案后，学者们有了比希罗多德更加古老的材料可供参考。亚述人的考古记录表明，辛梅里安人和所谓的Gamir之地，实际上位于高加索南部的乌拉尔图王国附近；而前8世纪的亞述帝國國王薩爾貢二世军事记录则描述了辛梅里安人对于黑海南岸的入侵活动。

## 起源
一般认为，辛梅立安人属于印欧人种。他们的语言与伊朗语和色雷斯语有很多联系。看起来，他们至少有一个雅利安人的统治阶级。
2006版的大英百科全书声称（受希罗多德的影响），“他们（辛梅里安人）可能确实在黑海北岸生活过，但是目前的考古研究还没有确定他们的原住地和他们被斯基泰人从中赶走的时间”。然而，现代学者研究了早于希罗多德几世纪的考古文档，比如薩爾貢二世的军事奏折，提出辛梅里安人的栖息地位于黑海南岸而非北岸。

## 历史记录

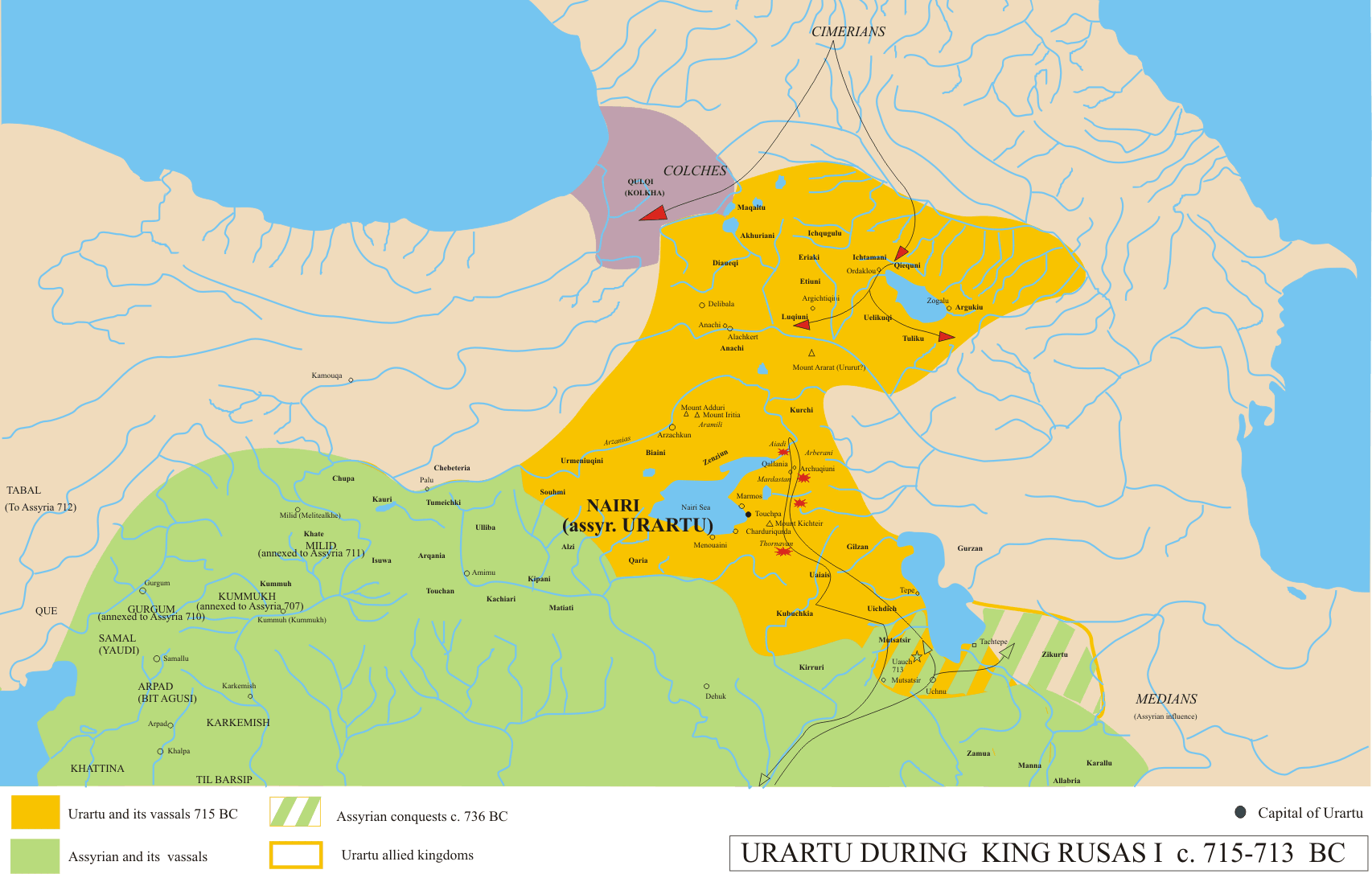
辛梅里安人在鲁萨一世時期對科爾基斯、烏拉爾圖和亚述的入侵。

有关辛梅里安人最早的历史记录出现在一份前714年的亚述编年史中。这份资料记录了一个被称为 Gimirri的民族帮助亚述王萨尔贡二世打败乌拉尔图王国的事件。他们的原住地（被叫做Gamir或者Uishdish），看起来位于一个緩衝國馬納國（Mannae）境内。希腊化时代的地理学家托勒密把辛梅里安城市Gomara定位于这一地区。辛梅里安人在公元前一千年内征服了科尔基斯和高加索伊比利亚，在此之后，他们被格鲁吉亚人称为Gimirri；格鲁吉亚史学家认为，辛梅立安人在科尔基斯和高加索伊比利亚的文明发展中起到了重要作用。今天的格鲁吉亚语中的“英雄”一词，გმირი, gmiri（歌蔑/Gomer?)，就是源于描述辛梅里安人的词语 Gimirri。这些资料引证了辛梅里安人对这一区域的征服和定居。
一些现代学者认为亚述王萨尔贡的雇佣军Khumri包括了某些辛梅里安人。希腊记录则声称他们以前生活在德涅斯特河与顿河之间的大草原上。希腊和美索不达米亚资料都记录了几位辛梅里安王，比如Tugdamme（希腊文Lygdamis; 前七世纪中期），和Sandakhshatra（前7世纪晚期）。
荷马《奥德赛》的11和14卷中，一个“神秘的民族”也被称为辛梅里安人。他们生活在位于大洋之外冥界边缘的一块黑暗多雾的土地上。一般认为，他们和黑海边上的辛梅里安人没有什么关系。
根据希罗多德的《历史》，当斯基泰人把辛梅里安人赶出大草原的时候，为了保证自己能被安葬在故土中，辛梅里安王室的男子分成几组，自相残杀直至全部死亡。余下的辛梅立安人把他们安葬在德涅斯特河畔，然后为了躲避斯基泰人而背井离乡。他们穿过高加索，进入安那托利亚和近东。他们分布在从Mannae东部到扎格罗斯山脉的米底城镇之间的广大土地上，向南，他们的活动范围直至埃兰。
由于前705年萨尔贡二世在对抗辛梅里安人的战役中阵亡，所以亚述人详细的记录了辛梅里安人之后的移民情况。前696-前695年间，他们征服了弗里吉亚，弗里吉亚国王弥达斯被迫服毒自杀；在前679年，在他们的新首领Teushpa的带领下，辛梅里安人向东攻击了奇里乞亚和Tabal。亚述国王阿萨尔哈东带兵迎战，把他们击败在Hubushn附近。
在前654年或者前652年，辛梅里安人攻击了吕底亚王国。他们杀死了吕底亚王Gyges，并洗劫了吕底亚首都萨迪斯。十年后，在Gyges之子Ardys II的统治时期，他们卷土重来。这次，他们占领了除了要塞之外的萨迪斯全城。萨迪斯的沦陷引起了爱琴海东岸各势力的强烈恐慌。希腊诗人Callinus 和 Archilochus记录了希腊的爱奥尼亚殖民地（它们中的一些已经被辛梅里安或者色雷斯马队攻击过了）对于辛梅里安人的恐惧。
可能是由于瘟疫的爆发，辛梅里安人在吕底亚的统治没有维持多久。在公元前637年和前626年之间，他们被吕底亚王Alyattes II打败并逐回。这次失败标志着辛梅里安人势力实际上的终结。一个世纪之后的贝希斯敦铭文中，名词Gimirri才再次出现，仅仅用于提及斯基泰人。除此之外，辛梅立安人在西亚的历史记录中消失了，其最终的命运无从知晓。根据学者的推测，他们很可能定居到了卡帕多西亚，被亚美尼亚人称为Գամիրք, Gamir-k。

## 资料来源
1. ↑  1.^ Renate Rolle, "Urartu und die Reiternomaden", in: Saeculum 28, 1977, S. 291-339
2. ↑  K. Deller, "Ausgewählte neuassyrische Briefe betreffend Urarṭu zur Zeit Sargons II.," in P.E. Pecorella and M. Salvini (eds), Tra lo Zagros e l'Urmia. Ricerche storiche ed archeologiche nell'Azerbaigian  Iraniano, Incunabula Graeca 78 (Rome 1984) 97-122.
3. 1 2  Cozzoli, Umberto. . Rome Italy: Arti Grafiche Citta di Castello (Roma). 1968.
4. 1 2  Salvini, Mirjo. . Rome Italy: Ed. Dell'Ateneo (Roma). 1984.
5. ↑  Kristensen, Anne Katrine Gade. . Copenhagen Denmark: The Royal Danish Academy of Science and Letters. 1988 （英语）.
6. ↑  J.Harmatta: "Scythians" UNESCO Collection of History of Humanity: Volume III: From the Seventh Century BC to the Seventh Century AD, Routledge/UNESCO. 1996, p. 182
7. 1 2  "Cimmerian" （页面存档备份，存于）, in Encyclopædia Britannica, 2006, Retrieved August 30, 2006. Quote: "The origin of the Cimmerians is obscure. Linguistically they are usually regarded as Thracian or as Iranian, or at least to have had an Iranian ruling class."
8. ↑  Berdzenishvili, N., Dondua V., Dumbadze, M., Melikishvili G., Meskhia, Sh., Ratiani, P., History of Georgia (Vol. 1), Tbilisi, 1958, pp. 34-36
9. ↑  "Cimmerians" (Κιμμέριοι) （页面存档备份，存于）, Henry Liddell & Robert Scott, Perseus, Tufts University